# Bysjön, Jämtland
Bysjön är en sjö i Östersunds kommun i Jämtland och ingår i Indalsälvens huvudavrinningsområde. Sjön har en area på 0,469 kvadratkilometer och ligger 284 meter över havet. Sjön avvattnas av vattendraget Gällsån.

## Delavrinningsområde
Bysjön ingår i det delavrinningsområde (703132-144757) som SMHI kallar för Utloppet av Bysjön. Medelhöjden är 325 meter över havet och ytan är 4,08 kvadratkilometer. Räknas de 3 avrinningsområdena uppströms in blir den ackumulerade arean 43,35 kvadratkilometer. Gällsån som avvattnar avrinningsområdet har biflödesordning 3, vilket innebär att vattnet flödar genom totalt 3 vattendrag innan det når havet efter 210 kilometer. Avrinningsområdet består mestadels av skog (55 procent), öppen mark (11 procent) och jordbruk (18 procent). Avrinningsområdet har 0,47 kvadratkilometer vattenytor vilket ger det en sjöprocent på 11,5 procent.